# Yasujirō Ozu
Yasujirō Ozu (小津 安二郎?, Ozu Yasujirō; Tokyo, 12 dicembre 1903 – Tokyo, 12 dicembre 1963) è stato un regista e sceneggiatore giapponese.
Esponente del cinema realista, nei suoi film riassume la tradizione e la modernità del suo paese con una dialettica precisa.

## Biografia
Nacque a Tokyo (nel sobborgo di Fukugawa), ma venne educato in un paese di campagna, Matsusaka, insieme ai suoi fratelli. Fin dalla giovinezza manifestò un carattere difficile e a scuola venne ricordato soprattutto per le risse, per la precoce tendenza all'alcol e per il vezzo di tenere sul banco la foto di Pearl White (attrice del cinema muto, interprete di oltre duecento film, tra cui l'allora popolarissima serie The Perils of Pauline). I nomi che all'inizio affascinarono Ozu e che lo spinsero verso la carriera di regista sono ormai quasi perduti nella nebbia del tempo: Pearl White appunto, ma anche Lillian Gish, William S. Hart, Rex Ingram. Il cinema americano ebbe su di lui un'immediata influenza. Si racconta che preferì andare al cinema locale a vedere la prima de Il prigioniero di Zenda piuttosto che sostenere l'esame di ammissione alla scuola superiore commerciale già frequentata dal fratello.
Si potrebbe dire che la sua vita abbia ricalcato la trama minimale dei suoi film, solo sfiorata dai grandi eventi, caratterizzata dal suo carattere schivo. Degli anni successivi si sa infatti poco, se non che riuscì a farsi assumere come maestro nella scuola di un piccolo villaggio di montagna e che alla fine la famiglia fu costretta a riportarlo a Tokyo e a pagare i debiti accumulati per colpa dell'alcolismo.
Considerando che a quell'epoca il cinema in Giappone non godeva di grande prestigio, un'anima persa come il giovane Ozu non fece fatica a fare il suo ingresso nell'ambiente cinematografico. Iniziò la sua carriera come operatore di macchina, un mestiere che prese molto sul serio e che sarà alla base di alcune importanti sperimentazioni e innovazioni che ancora oggi rendono i suoi primi film (in bianco e nero, muti e immersi nella cultura giapponese) gradevoli e attuali.
La scelta di passare alla regia non fu semplice: "Come aiuto regista potevo bere quanto mi pareva e parlare tutto il tempo. Come regista mi sarebbe toccato lavorare di continuo e stare in piedi anche la notte".
È del 1930 la realizzazione del film Ojōsan che oltre ad essere impregnato della tradizione nipponica, ha un certo apprezzamento verso la maestosa produzione americana che in quei tempi predominava.
Georges Sadoul ha scritto che l'opera del regista è «profondamente radicata nella cultura giapponese, fa parte dello "Shimun GeKi", drammi e commedie che hanno per protagonisti persone comuni, e nel suo caso soprattutto impiegati, piccoli borghesi. Esordì con brevi comiche ispirate da Chaplin e Keaton, per evolvere poi verso un tipo di commedia dolce-amara».

### Gli anni trenta
Agli inizi degli anni trenta si entrò in una nuova fase, tutta rivolta alla realtà sociale del suo paese, cosicché nelle sue pellicole si ritrovano personaggi umili e popolari come disoccupati e laureati in cerca di lavoro in La signorina e la barba (Shukujo to hige), i figli contestatori di Sono nato, ma... (Otona no miru ehon - Umarete wa mita keredo) del 1932, film quest'ultimo che mette in luce l'ineluttabile essere succube dei figli all'autorità. A proposito di quest'ultimo film Gianni Volpi ha scritto che si tratta di un film «burlesco di bambini, (...). I due figli (...), così comici nella loro serietà, riescono a fatica a farsi rispettare (...), vantando di continuo il "valore" del padre». Lo stesso pessimismo è ripreso anche in Dove sono finiti i sogni di gioventù? (Seishun no yume ima izuko) e Una donna di Tokyo (Tokyo no onna), in cui una donna si prostituisce per far studiare suo fratello. In questi anni il regista affinò il suo stile, rendendolo autonomo, con una precisa geometria spaziale e modulazione temporale.

### Gli anni quaranta e cinquanta

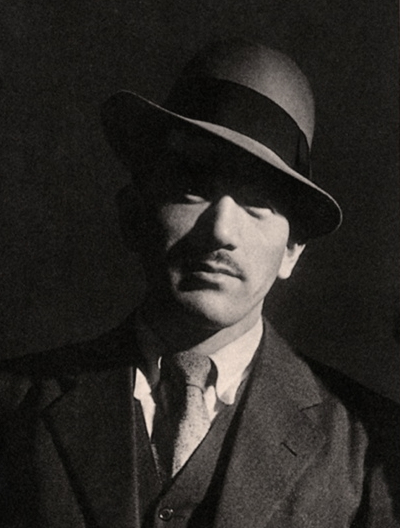
Ozu negli anni '50

Oltre ad una evoluzione stilistica, sviluppò anche quella tematica. Il tema della famiglia accentrato nelle pellicole precedenti divenne pian piano il veicolo di lettura del contrasto tra la modernità e la tradizione nella società nipponica, esempio primo il film del 1936 Figlio unico (Hitori musuko) considerato assieme a Sono nato, ma... uno dei migliori dell'epoca. Dal 1941 la tematica ebbe un'ulteriore evoluzione: Ozu prese a difendere i valori nazionalisti nei film satirici Fratelli e sorelle della famiglia Toda (Todake no kyodai) e C'era un padre (Chichi ariki); nazionalismo che oramai non esisteva più secondo il regista, il quale ne diede dimostrazione nel film Il chi è di un inquilino (Nagaya shinshiroku).
Nel dopoguerra Ozu diventò molto popolare nel suo paese. Nel 1951 egli ritornò ancora ai temi della famiglia, stavolta con un padre riflessivo che serve da monito per chi non lo è, nel film Il tempo del raccolto del grano (Bakushu). In prosieguo, la tematica fu tutta rivolta alla perdita dei valori e quella dell'autorità, temi che si ritrovano nei suoi ultimi film Crepuscolo di Tokyo (Tokyo boshoku) e Fiori d'equinozio (Higanbana).
Il suo maggior capolavoro è considerato Viaggio a Tokyo (Tokyo monogatari) del 1953. In Occidente era considerato il "più giapponese" dei registi nipponici e solo dopo il 1960 alcune sue opere vennero distribuite all'estero.
Yasujirō Ozu morì per un cancro alla gola il giorno del suo sessantesimo compleanno, il 12 dicembre 1963. È sepolto nel tempio di Engaku-ji, a Kita Kamakura.

## Filmografia
- Zange no yaiba (懺悔の刃?) (1927)
- Wakōdo no yume (若人の夢?) (1928)
- Nyōbō funshitsu (女房紛失?) (1928)
- Kabocha (カボチャ?) (1928)
- Hikkoshi fūfu (引越し夫婦?) (1928)
- Nikutaibi (肉体美?) (1928)
- Takara no yama (宝の山?) (1929)

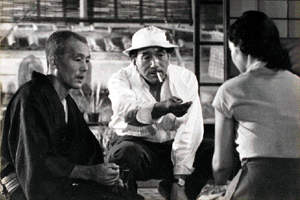
Ozu (al centro) sul set di Viaggio a Tokyo

- Giorni di gioventù (学生ロマンス 若き日?, Gakusei romansu: wakaki hi) (1929)
- Rissa tra amici in stile giapponese (和製喧嘩友達?, Wasei kenka tomodachi) (1929)
- Mi sono laureato, ma... (大学は出たけれど?, Daigaku wa detakeredo) (1929)
- Kaishain seikatsu (会社員生活?) (1929)
- Un bambino che non molla mai (突貫小僧?, Tokkan kozō) (1929)
- Kekkongaku nyūmon (結婚学入門?) (1930)
- Spensierato (朗かに歩め?, Hogaraka ni ayume) (1930)
- Anche se non sono riuscito a laurearmi... (落第はしたけれど?, Rakudai wa shitakeredo) (1930)
- La moglie di quella notte (朗かにその夜の妻?, Sono yo no tsuma) (1930)
- Erogami no onryō (エロ神の怨霊?) (1930)
- Ashi ni sawatta kōun (足に触った幸運?) (1930)
- Ojōsan (お嬢さん?) (1930)
- La signorina e la barba (淑女と髭?, Shukujo to hige) (1931)
- Bijin aishu (美人と哀愁?) (1931)
- Il coro di Tokyo (東京の合唱?, Tōkyō no kōrasu) (1931)
- Haru wa gofujin kara (春は御婦人から?) (1932)
- Sono nato, ma... (大人の見る絵本 生れてはみたけれど?, Otona no miru ehon - Umarete wa mita keredo) (1932)
- Fino al nostro prossimo incontro (また逢ふ日まで?, Mata au hi made) (1932)
- Dove sono finiti i sogni di gioventù? (1932)
- La donna della retata (1933)
- Capriccio passeggero (1933)
- Una madre dovrebbe essere amata (1934)
- Storia di erbe fluttuanti (1934)
- Una locanda di Tokyo (1935)
- Figlio unico (1936)
- Fratelli e sorelle della famiglia Toda (1941)
- C'era un padre (1942)
- Una gallina nel vento (風の中の牝雞?, Kaze no naka no mendori) (1948)
- Tarda primavera (晩春?, Banshun) (1949)
- Le sorelle Munekata (宗方姉妹?, Munekata kyoudai) (1950)
- Il tempo del raccolto del grano (麦秋?, Bakushū) (1951)
- Il sapore del riso al tè verde (お茶漬けの味?, Ochazuke no aji) (1952)
- Viaggio a Tokyo (東京物語?, Tōkyō monogatari) (1953)
- Inizio di primavera (早春?, Sōshun) (1956)
- Crepuscolo di Tokyo (東京暮色?, Tōkyō boshoku) (1957)
- Fiori d'equinozio (彼岸花?, Higanbana) (1958)
- Buon giorno (お早よう?, Ohayō) (1959)
- Erbe fluttuanti (浮草?, Ukikusa) (1959)
- Tardo autunno (秋日和?, Akibiyori) (1960)
- L'autunno della famiglia Kohayagawa (小早川家の秋?, Kohayagawa-ke no aki) (1961)
- Il gusto del sakè (秋刀魚の味?, Sanma no aji) (1962)

## Riconoscimenti
- Festival internazionale del cinema di Berlino
  - 1962 - In concorso per l'Orso d'oro con L'autunno della famiglia Kohayagawa
- Asian Film Festival
  - 1961 - Miglior film per Tardo autunno
- Mainichi Film Concours
  - 1950 - Miglior film per Tarda primavera
  - 1950 - Miglior regia per Tarda primavera
  - 1950 - Migliore sceneggiatura per Tarda primavera
  - 1952 - Miglior film per Il tempo del raccolto del grano
  - 1954 - Premio speciale alla carriera
- Blue Ribbon Awards
  - 1952 - Miglior regia per Il tempo del raccolto del grano
- BFI London Film Festival
  - 1958 - Sutherland Trophy per Viaggio a Tokyo